# I. e. 220-as évek
Évszázadok: i. e. 4. század – i. e. 3. század – i. e. 2. század
Évtizedek: i. e. 270-es évek – i. e. 260-as évek – i. e. 250-es évek – i. e. 240-es évek – i. e. 230-as évek – i. e. 220-as évek – i. e. 210-es évek – i. e. 200-as évek – i. e. 190-es évek – i. e. 180-as évek – i. e. 170-es évek
Évek: i. e. 229 – i. e. 228 – i. e. 227 – i. e. 226 – i. e. 225 – i. e. 224 – i. e. 223 – i. e. 222 – i. e. 221 – i. e. 220